# Giovacchino Gaspero Carcacci
Giovacchino Gaspero Carcacci (Firenze, 5 ottobre 1721 – Firenze, 27 febbraio 1780) è stato un artigiano italiano, barbiere. La sua famiglia era di umili origini; apparteneva alla Confraternita di San Filippo Benizi (andata poi soppressa) e aveva la sua bottega in via dei Servi a Firenze.

## Impegno verso gli oppressi
Carcacci viene di solito ricordato per un'opera di carità grazie alla quale, fra l'altro, morì in odore di santità; infatti, oltre a svolgere visite fra i detenuti ed i malati e a dar loro l'elemosina, decise di rafforzare il suo impegno verso gli oppressi e fissò appositi giorni della settimana durante i quali tagliava gratuitamente la barba e i capelli ai poveri ed ai nullatenenti. Morì in povertà, nella sua modesta casa sopra il fondo presso il quale lavorava.

## La sua sepoltura - la lapide a memoria
Fu seppellito prima nella Santissima Annunziata e poi – dove ancora si trova – presso la Chiesa della Confraternita di San Francesco Poverino, in Piazza Santissima Annunziata, di fronte all'Ospedale degli Innocenti.

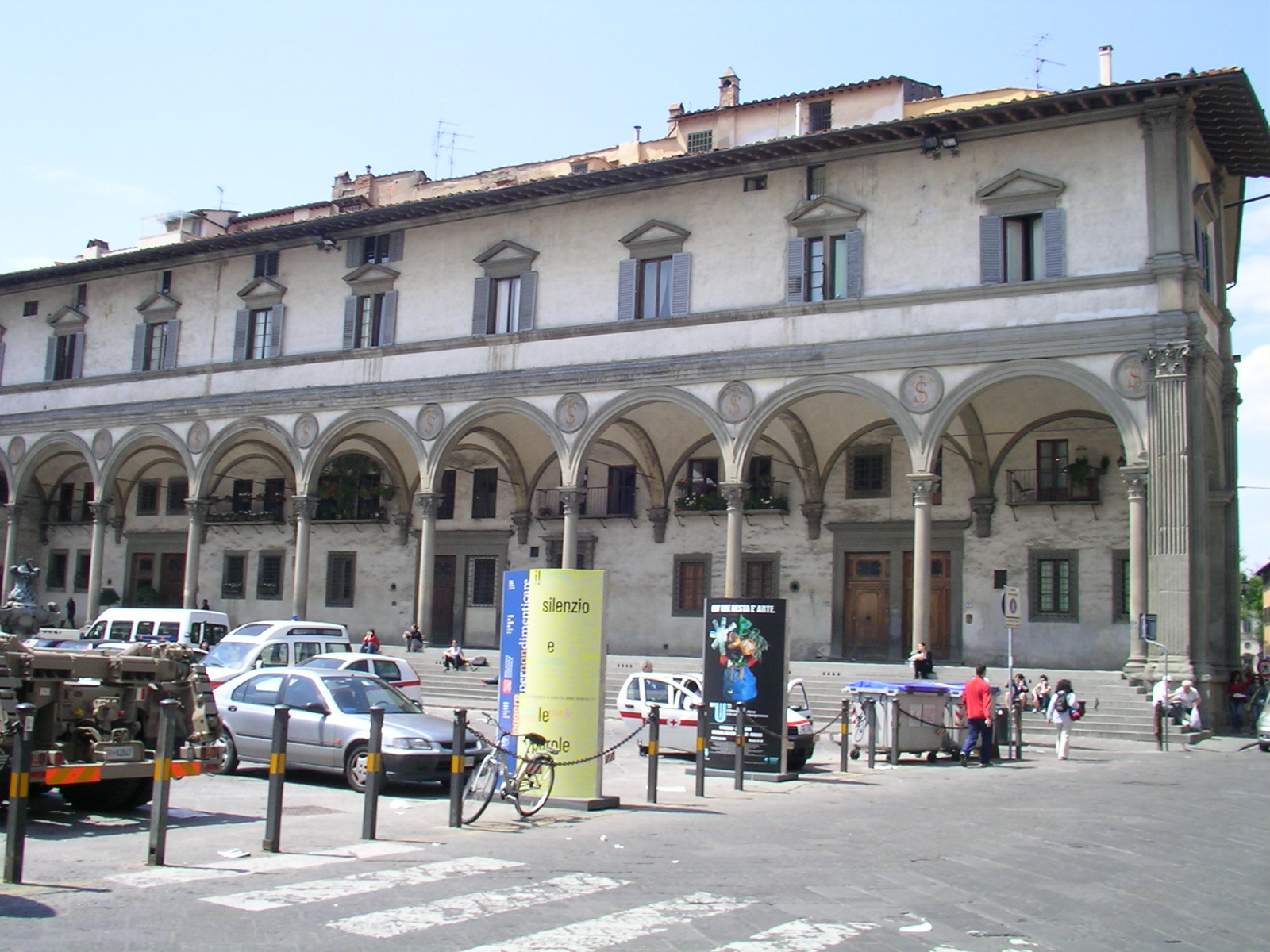
Il Loggiato dei Servi di Maria

 La sua lapide così recita: Heic requiescit in novissimo inmutandus die Ioachimus M. Gasp. Carcaccius Paschalis F. Flor. tonsor qui in caritate dives rectus ac timens deum innocentiam retinuit multis flebilis bonis pauperibus flebilior vita functus est an. a Chr. N. MDCCLXXX aet. suae LVIII asceteri huius alumni fratri optumo MM. PP.

## Busto in terracotta
Di lui ci è rimasto anche un busto  in terracotta colorata -  molto probabilmente realizzato sulla base di una maschera mortuaria -  che si trova presso la Confraternita di San Francesco Poverino; di esso si può notare, fra l'altro, l'abbigliamento trascurato e trasandato. Dalla sua iniziativa ebbe origine il modo di dire "carcacci", per indicare i capelli lunghi e sporchi, proprio come quelli che tagliava; col passare del tempo, però, tale appellativo è caduto in disuso.